# 盤索里拳手
，是2019年上映的一部韓國喜劇劇情片，由鄭赫基導演執導電影，為《請回答1988》惠利，與《密探》嚴泰九主演，韓國於2019年10月9日在上映，台灣於2020年6月19日在上映。

## 劇情概要
曾是拳擊界希望之星的前拳擊手炳久，卻在某瞬間遭拳擊協會永久除名。在朴館長的安排下，到他所經營的拳擊館工作，雖然炳久因此重燃拳擊之夢，但他被診斷罹患了「拳擊手腦病症候群」，這種疾病會出現在拳擊運動員身上，在頭部屢遭重擊後長期累積下來，會出現腦部受損症狀，如記憶力減退、阿茲海默症、帕金森氏症等。
某日，敏智發現了炳久對拳擊仍有純粹的熱情，而成為他最堅強的後盾，努力支持他。炳久也決定在拳擊中融合韓國傳統曲藝「盤索里」，展現獨特的拳擊風格。究竟炳久是否能在敏智的打氣下，勇敢重拾未完成的拳擊夢呢？

## 演員陣容

### 主要人物
- 嚴泰九 飾演 李炳久[註 2]
- 惠　利 飾演 敏智
- 金熙元 飾演 朴永均館長

### 其他演員
- 崔俊英 飾演 南教煥，原火鳥體育館後來跳槽到黃牛體育館[6]
- 高勝寶 飾演 勝寶，火鳥體育館學生
- 林韓儐 飾演 韓儐，火鳥體育館學生
- 李　雪 飾演 姜智妍，盤索里演唱者，炳九前女友
- 林聖美 飾演 醫生
- 孫英順 飾演 南教煥的奶奶
- 崔德文 飾演 張承業，韓國拳擊聯盟常任理事兼重建推進委員長
- 孫錫培 飾演 姜老闆
- 元根熙 飾演 照相館老闆
- 李周元 飾演 林館長
- 金敏琪 飾演 姜智妍的媽媽
- 俞成柱 飾演 獸醫
- 宋哈林 飾演 售後服務司機
- 林瑪麗亞 飾演 敏智的媽媽
- 崔赫日 飾演 醉漢
- 崔應山 飾演 比賽裁判
- 張　善 飾演 拳擊協會職員
- 朴炳哲 飾演 計量主持人
- 羅慶珍 飾演 護士
- 金伊靜 飾演 護士
- 申有嵐 飾演 黃牛體育館館長
- 李洪耐 飾演 黃牛體育館教練
- 劉昌淑 飾演 姜敏智奶奶
- 金漢俊 飾演 禁藥新聞記者
- 金施允 飾演 比賽進行要員
- 金美娜 飾演 兼職生
- 申周協 飾演 敏智的前男友
- 李宇賢 飾演 朋友
- 劉易俊 飾演 朋友
- 李貞恩 飾演 洗衣店老闆
- 李政民 飾演 過磅技師
- 朴多烈 飾演 高手
- 崔浩林 飾演 醉漢
- 權赫成 飾演 火鳥體育館9號館員
- 李敏宰 飾演 賽場醫療隊

## 獲獎及提名
2019年：第20屆全州國際電影節
- 韓國長片競賽單元(提名)
2020年：第7屆野花電影賞
- 最佳男主角獎(嚴泰九)(獲獎)
- 最佳音樂獎(獲獎)
- 最佳新人導演獎候補(提名)
2020年：第24屆加拿大奇幻電影節影展
- 加拿大影評人協會電影獎(獲獎)
2020年：第70屆柏林影展
- 影評人週(Woche der Kritik)

## 外部連結
- NAVER上《盤索里拳手》的资料
- Daum上《盤索里拳手》的资料
- 韩国电影数据库（KMDb）上《盤索里拳手》的資料
- 互联网电影数据库（IMDb）上《盤索里拳手》的资料（英文）
- 《盤索里拳手》在HanCinema的页面（英文）
- 豆瓣电影上《盤索里拳手》的資料 （简体中文）